# Франкен, Франс (Старший)
Франс Франкен Первый, или Франс Франкен Старший (нидерл. Frans Francken; 1542, Херенталс — 2 октября 1616, Антверпен) — фламандский живописец и рисовальщик эпохи Северного Возрождения и маньеризма. Известен в основном алтарными образами и аллегорическими картинами. Один из старших представителей большой семьи потомственных художников Фландрии XVI и XVII веков.

## Семья художников Франкен
Семья Франкен была «одной из самых знаменитых в Антверпене и его окрестностях, четыре поколения живописцев этой семьи работали на протяжении двух веков».
Основатель этой художественной семьи, Николас Франкен (1515—1596), работал в Антверпене и имел четырёх сыновей-живописцев. Старший сын Иеронимус Франкен Первый (1540—1610) работал в Антверпене вместе с Франсом Флорисом Первым, затем самостоятельно в Париже. Другие сыновья: Франс Франкен Первый (1542—1616), Амброзиус Первый (1544—1618) и Корнелис Франкен (1545—?). Сын Франса Первого — живописец Иероним Франкен Второй (1578—1623). Наибольшую известность получил его брат, другой сын Франса Первого — Франс Франкен Второй, или Младший (1581—1642) — романист, долгое время учившийся в Италии, друг А. Ван Дейка и П. П. Рубенса, сотрудничавший с Яном Брейгелем Младшим. Этот художник имел в Антверпене большую мастерскую и множество учеников. Его сын и ученик Франс Франкен Третий (1607—1667). Другие художники этой семьи: Иеронимус Франкен Третий (1611—?) и его сын Константин (1661—1717). Были и другие, младшие последователи этой художественной семьи.

## Биография Франса Франкена Старшего
Франкен родился в Херенталсе близ Антверпена в семье Николаса Франкена, малоизвестного художника из Херенталса. Его отец позже поселился в Антверпене и, вероятно, был его первым учителем. Франс Франкен стал мастером антверпенской Гильдии Святого Луки в 1567 году, а в 1587 году — деканом гильдии. Историограф Карел ван Мандер писал, что Франс Франкен Старший был учеником ведущего художника-романиста Антверпена Франса Флориса. Романисты обычно путешествовали в Италию, чтобы изучить произведения ведущих итальянских художников Высокого Возрождения, таких как Микеланджело, Рафаэль и их последователи. Их творчество ассимилировало итальянские достижения в искусство Северной Европы.
В 1571 году Франс Франкен сотрудничал со своим старшим братом Иеронимом в работе над большим триптихом «Поклонение волхвов» (Королевские музеи изящных искусств, Брюссель), на котором имеется его монограмма, а также монограмма его брата Иеронима. Братья включили в алтарный триптих автопортреты: Иероним на левой стороне и Франс на правой стороне триптиха.
Франс Франкен женился на Элизабет Мертенс. У супругов было много детей: Фома (1574—1625), Франс, Иероним, Амвросий Второй (ок. 1590—1632), Маддалена и Элизабет. Все четыре сына стали художниками.
Среди учеников мастера были его сын Франс, Горциус Гельдорп, Герман ван дер Маст и Ян де Валь.

## Творчество
Франс Франкен Старший работал в основном над алтарными образами, поскольку в результате периода иконоборчества кальвинистов на такие работы снова возник большой спрос. Его шедевром является триптих «Христос среди книжников», выполненный для Антверпенского собора в 1587 году. Фигуры написаны в стиле позднего маньеризма, головы персонажей показывают мастерство художника в портретной живописи. Франс Франкен был умелым художником-портретистом, и ему приписывают несколько придворных портретов.
Его ранние картины выполнены в стиле Франса Флориса, но после 1600 года он разработал свой собственный, более классицистический стиль.
Франс Франкен Старший писал небольшие кабинетные картины — жанр, в котором преуспели его сыновья Франс и Иероним. Он также был известен своими аллегорическими картинами, и его сын Франс продолжил эту традицию. Примером такой аллегорической картины является «Битва времени со смертью» (Баварские государственные собрания).

## Галерея

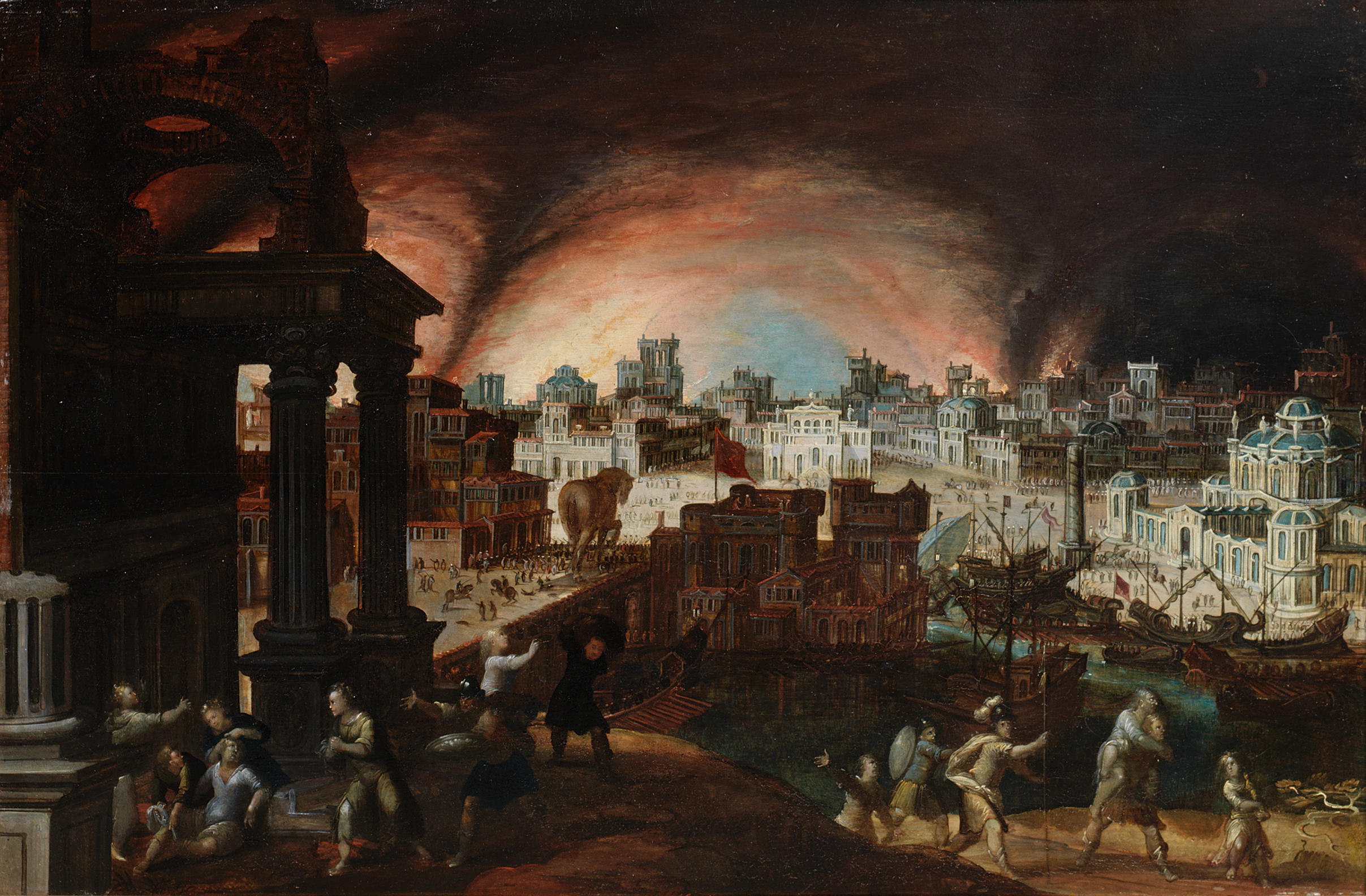
Совместно с Л. де Коллери. Падение Трои с Энеем, выносящим Анхиса из горящего города. Между 1590 и 1610. Дерево, масло. Частное собрание
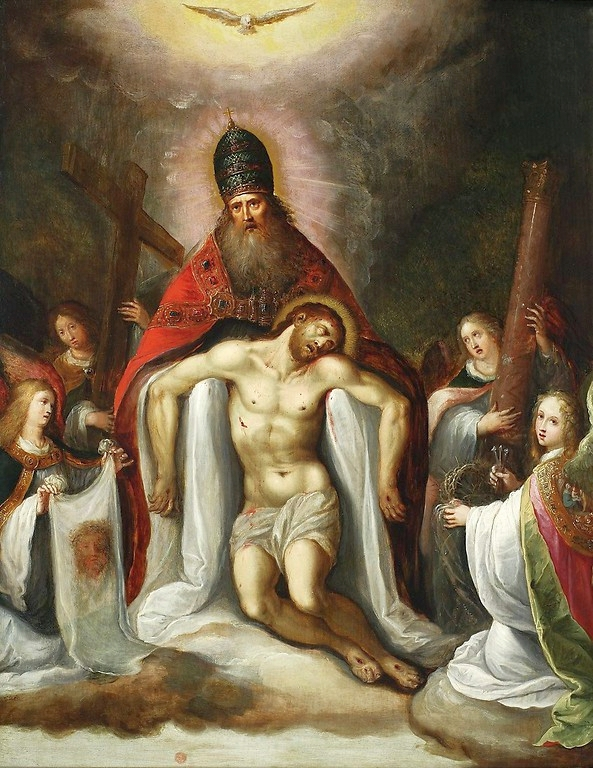
Святая Троица. Между 1575 и 1600. Дерево, масло. Национальный музей, Варшава
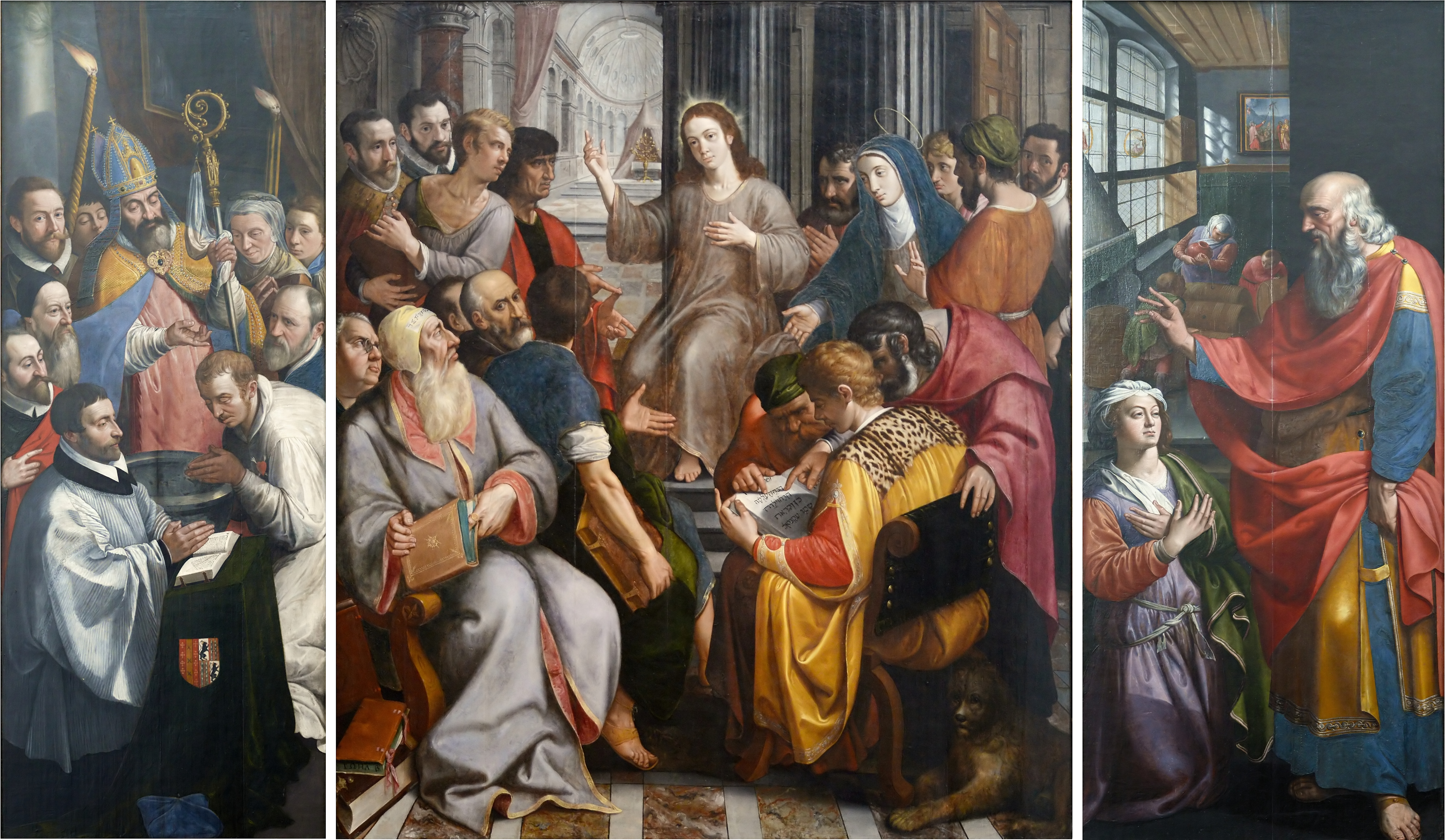
Христос среди книжников. Триптих. 1587. Дерево, масло. Собор Богоматери, Антверпен
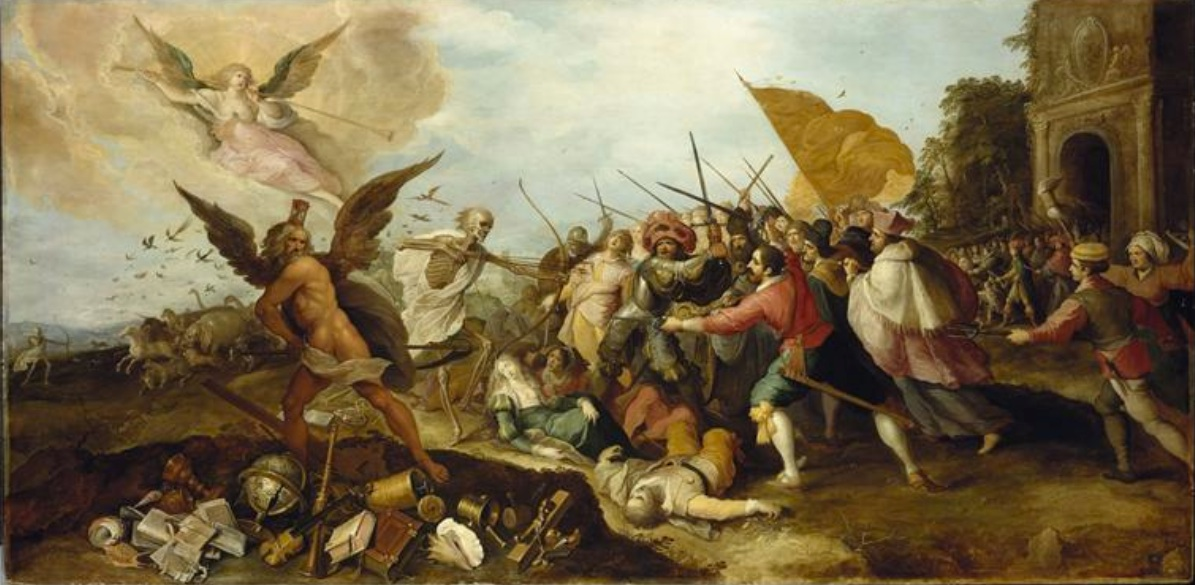
Битва времени со смертью. Между 1620 и 1630. Дерево, масло. Баварские государственные собрания
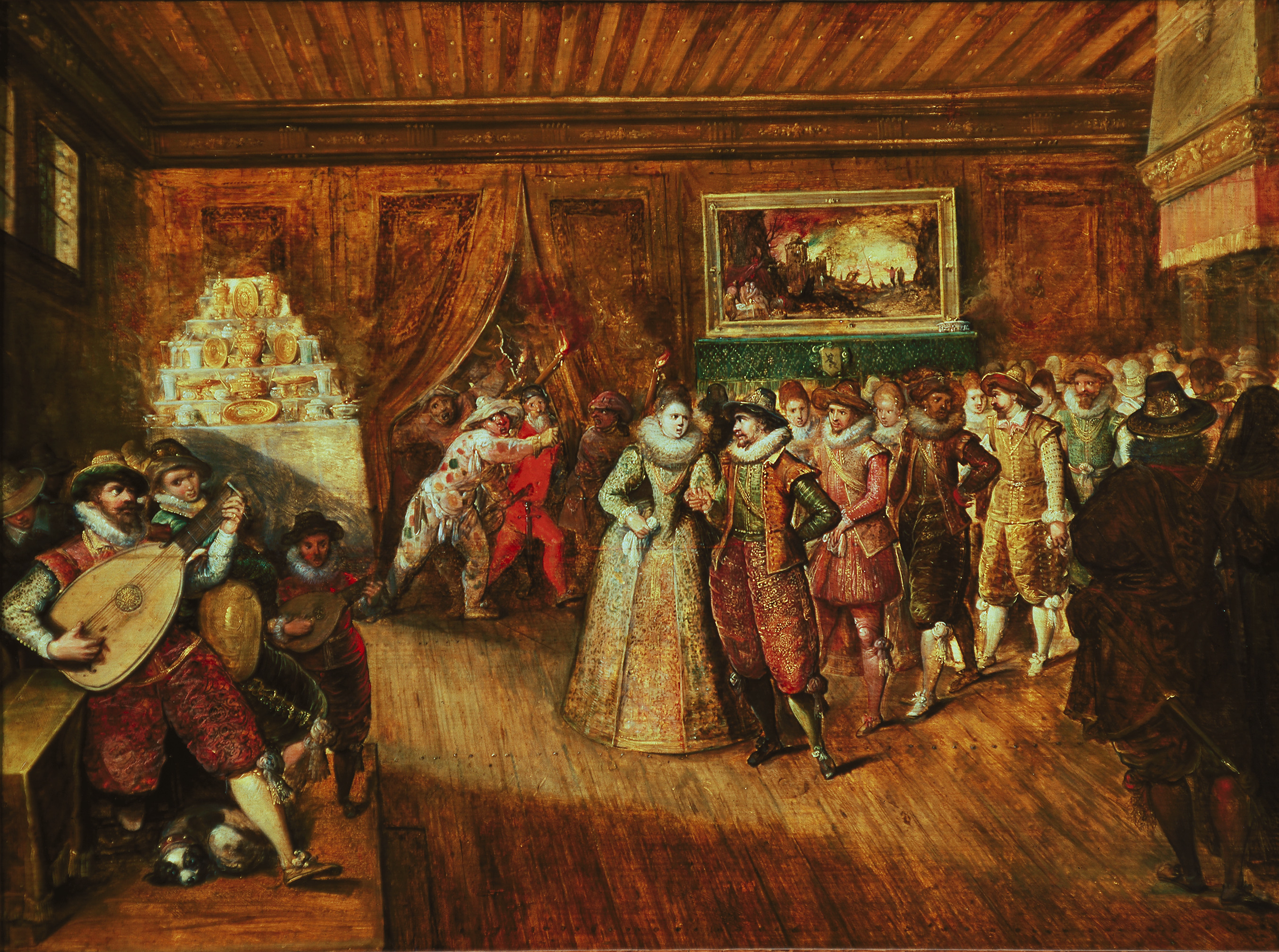
Свадебный танец. Между 1610 и 1616. Дерево, масло. Музей Майера ван ден Берга, Антверпен
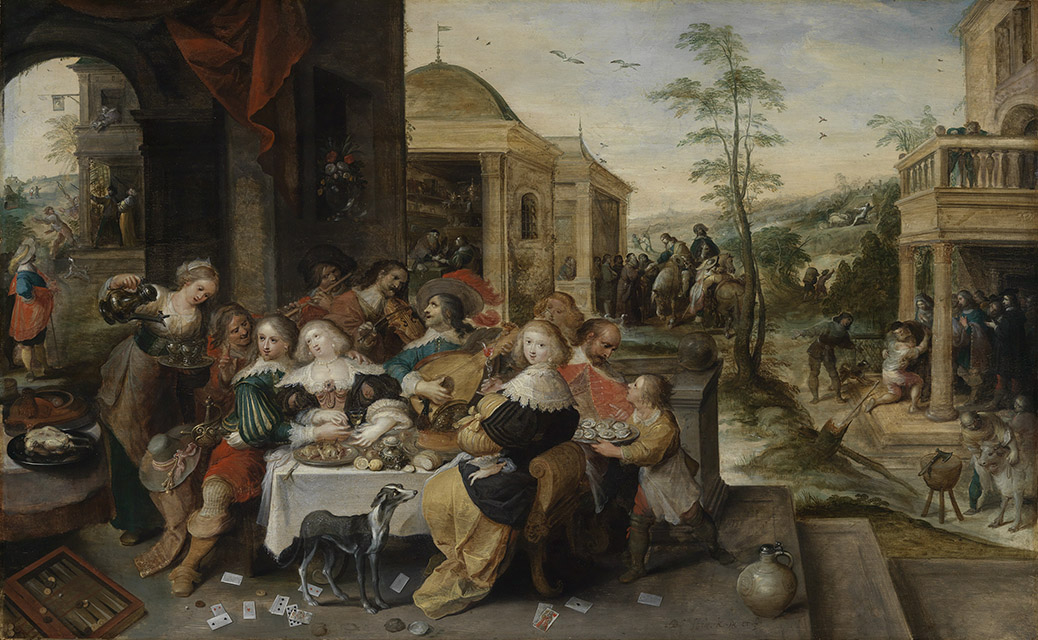
Притча о блудном сыне. 1632. Дерево, масло. Кунстхалле, Карлсруэ